# Ranchito de Zavala
Ranchito de Zavala är en ort i Mexiko.   Den ligger i kommunen Guasave och delstaten Sinaloa, i den västra delen av landet, 1 200 km nordväst om huvudstaden Mexico City. Ranchito de Zavala ligger 41 meter över havet och antalet invånare är 668.
Terrängen runt Ranchito de Zavala är platt. Runt Ranchito de Zavala är det ganska tätbefolkat, med 72 invånare per kvadratkilometer. Närmaste större samhälle är El Varal, 13,5 km sydväst om Ranchito de Zavala. Trakten runt Ranchito de Zavala består till största delen av jordbruksmark.